# 이형상 (조선)
이형상(李衡祥, 효종 4년(1653년) 5월 23일 ~ 숙종 35년(1733년))은 조선 중기의 문신으로, 자는 중옥(仲玉), 호는 병와(甁窩)ㆍ순옹(順翁), 본관은 전주이다.

## 생애
효령대군파 전주 이씨로 효령대군의 10세손이라 되어 있다. 이형상의 할아버지 장형(長馨)은 문과현령(文科縣令)을 지내고 도승지에 추증되었으며, 아버지 주하(柱廈)는 성균관에 진사로 나아가 사후 참판에 추증되었다. 어머니는 파평 윤씨로 진사 세구(世耇)의 딸이다.
경주부윤, 제주목사를 거치는 등 주로 외직을 전전하였는데, 이르는 곳마다 폐정을 개혁하고 후학 양성에 힘썼다는 평을 받았다. 또한 학문과 예악(禮樂), 성리학에 관계된 저서 수십 권을 남겼다. 만년에는 영천에 호연정을 짓고 은거하였다. 
문집으로 《병와집》(甁窩集)이 전한다. 이형상의 저서 10종 15책 및 그와 관련된 간찰·교지 등의 고문서는 이형상 수고본으로 일괄되어 대한민국의 보물 652호로 지정되었다.
‘이형상 수고본’으로 일괄 지정된 그의 저술은 10종 15책으로 성리학을 비롯하여 예학·역사·전기·지리·시문 등 넓은 분야를 포괄하는 국학연구에 도움이 되는 자료들로서 그 가치가 있다.

## 같이 보기
- 강도지
- 이형상 수고본
- 탐라순력도(耽羅巡歷圖)